# Agelàsides
Els agelàsides (Agelasida) són un ordre de demosponges de la subclasse Heteroscleromorpha.

## Famílies
L'ordre Agelasida inclou 70 espècies en tres famílies:
- Família Agelasidae Verrill, 1907
- Família Astroscleridae Lister, 1900
- Família Hymerhabdiidae Morrow, Picton, Erpenbeck, Boury-Esnault, Maggs & Allcock, 2012

La pàgina web de Paleobiology Database cita un cert nombre de famílies fòssils, com:
- †Preperonidellidae Finks et al. 2004[4]